# Museo Histórico y de Armas de Arica
El Museo Histórico y de Armas de Arica se ubica en la ciudad homónima, en la cima del morro de Arica, Región de Arica y Parinacota, al norte de Chile. El imponente Morro de Arica, fue declarado Monumento Nacional e Histórico de Chile, D.S. 2412 de 06/10/1971.
El museo rememora la Guerra del Pacífico y el Asalto y Toma del Morro de Arica por las tropas chilenas el 7 de junio de 1880. Exhibe, además, las armas que han formado parte del Ejército, desde fines del siglo XIX, hasta los años 1960.El museo fue inaugurado el 7 de junio de 1974.

## Historia
Está ubicado en un antiguo fuerte. En la Guerra del Pacífico, cuando Arica era la gran fortaleza peruana, los soldados chilenos ocuparon el morro con defensas hacia el mar y tierra. En la bahía estaba el monitor peruano Manco Cápac, protegido desde tierra, mientras bloqueaban mar afuera la escuadra chilena que al acercarse, sufrió importantes daños. Comandaba la fortaleza el coronel Francisco Bolognesi Cervantes, quien no aceptó rendirse a pesar de estar cercado por mar y tierra. Aquí, la escuadra chilena atacó el monitor peruano.

La fortaleza del morro tenía las defensas terrestres del Fuerte Ciudadela (loma al oriente), Fuerte del Este (al sur del morro) y Fuerte Morro Gordo (estructura donde se encontraron varias baterías), además de la Base Naval Morro Bajo, donde está ubicado hoy en día el museo.

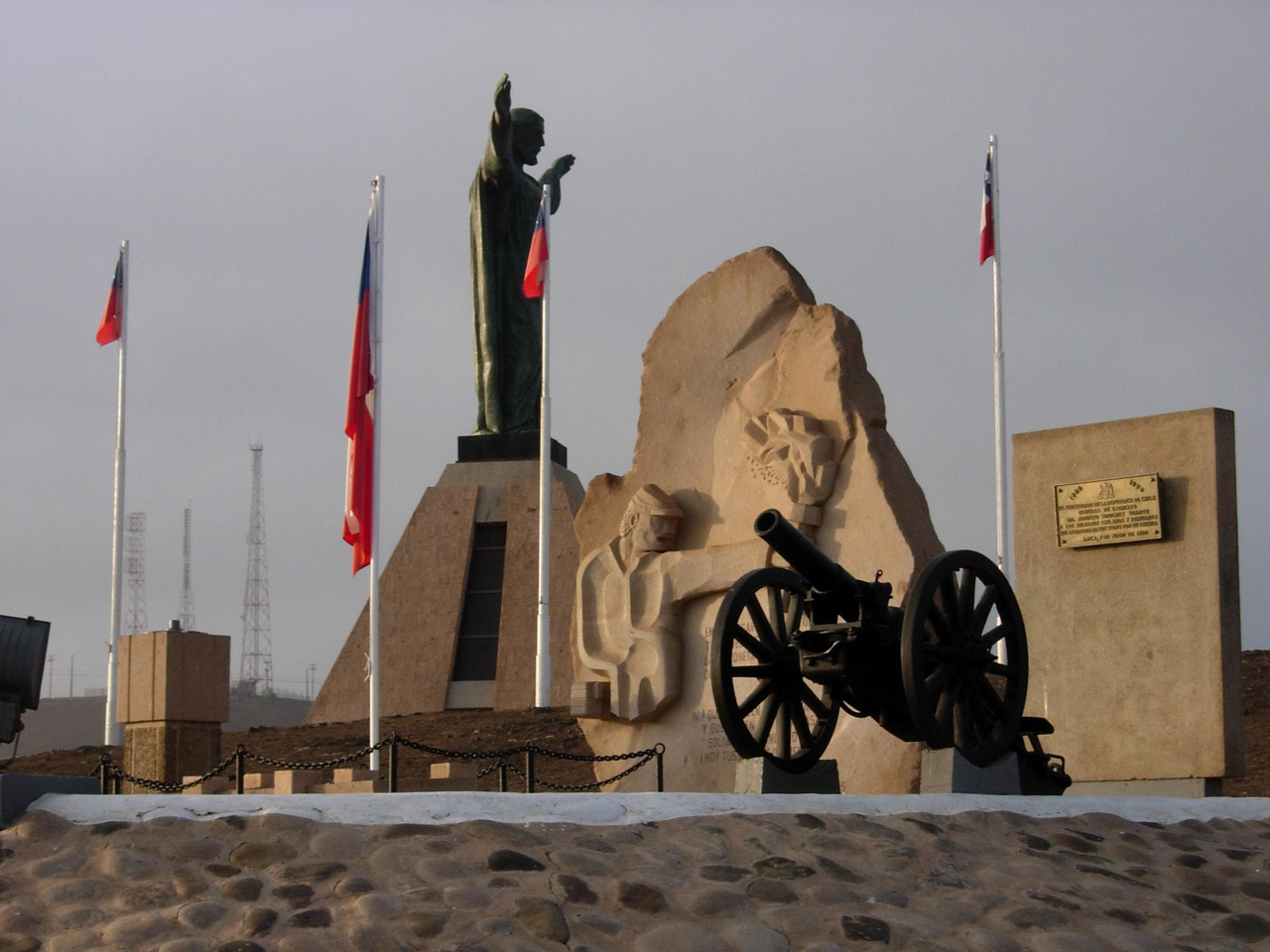
Monumento al soldado y Cristo de la Paz.

El ataque chileno, comandado por el comandante Juan José San Martín y el coronel Pedro Lagos, se inicia al alba el día 7 de junio contra los fuertes Ciudadela y del Este, que fueron tomados a cuchillo; cayó herido el comandante San Martín y los sobrevivientes peruanos se replegaron al morro. Frente a este primer triunfo, el ejército chileno se lanzó al ataque en una desenfrenada carrera entre metralla, por campos minados, y a cuchillo, en donde acabaron con toda la resistencia peruana cercano en pocas horas. En este instante, el morro de Arica era tomado por Chile. Allí murió el comandante San Martín, el coronel Bolognesi y la mayor parte de la oficialidad peruana.
En la plazuela del morro, hay unos cañones rotos, un busto del coronel Pedro Lagos y un monumento al Soldado Desconocido. En el museo, hay recuerdos de la toma del morro.